# Châteauneuf-Val-de-Bargis
Châteauneuf-Val-de-Bargis település Franciaországban, Nièvre megyében. Lakosainak száma 479 fő (2022. január 1.). Châteauneuf-Val-de-Bargis Saint-Malo-en-Donziois, Arbourse, Cessy-les-Bois, Champlemy, Dompierre-sur-Nièvre, Nannay, Sainte-Colombe-des-Bois és Vielmanay községekkel határos.

## Népesség
A település népességének változása:
| Lakosok száma | 560  | 546  | 562  | 530  | 515  | 499  | 491  | 484  | 479  |
|               | 2013 | 2015 | 2016 | 2017 | 2018 | 2019 | 2020 | 2021 | 2022 |